# Turbo Kid
Pour plus de détails, voir Fiche technique et Distribution.
Turbo Kid est un film post-apocalyptique, gore, d'action et de romance écrit et réalisé par Anouk Whissell, François Simard et Yoann-Karl Whissell, sorti en 2015. 

## Synopsis
Dans un monde ravagé par l'apocalypse, un jeune garçon passionné par les bandes dessinées survit à l'hiver nucléaire en échangeant contre un peu d'eau les objets qu'il trouve dans les ruines des Terres Désolées.
Mais l’enlèvement de son amie Apple par un sbire du maléfique Zeus le forcera à affronter ses peurs et à devenir un héros malgré lui.

## Fiche technique
- Titre original : Turbo Kid
- Réalisation : François Simard, Anouk Whissell et Yoann-Karl Whissell
- Scénario : François Simard, Anouk Whissell et Yoann-Karl Whissell
- Musique : Jean-Philippe Bernier, Jean-Nicolas Leupi et Le Matos
- Direction artistique : Sylvain Lemaitre
- Costumes : Éric Poirier
- Photographie : Jean-Philippe Bernier
- Montage : Luke Haigh
- Son : Maxime Dumesnil, Dick Reade
- Production : Anne-Marie Gélinas, Ant Timpson, Benoit Beaulieu et Tim Riley[1]
- Production exécutive : Jason Eisener
- Sociétés de production : EMA Films et Timpson Films
- Sociétés de distribution : Program Store (France) ; Raven Banner Entertainment (Canada) / Filmoption International (Québec)[2]
- Pays d'origine :  Canada / Nouvelle-Zélande
- Langue originale : anglais
- Format : couleurs - 35 mm - 2,35:1 - son Dolby numérique
- Genres : Comédie horrifique, action, aventure et science-fiction
- Durée : 95 minutes
- Date de sortie :
- Interdit aux moins de 12 ans avec avertissement. 
  - États-Unis : 26 janvier 2015 (Festival du film de Sundance) ; 28 août 2015 (sortie nationale)
  - Suisse : 6 juillet 2015 (Festival international du film fantastique de Neuchâtel)

## Distribution
- Munro Chambers (VQ : Alexandre Bacon) : The Kid
- Michael Ironside (VQ : Benoît Rousseau) : Zeus
- Laurence Lebœuf (VQ : elle-même) : Apple
- Aaron Jeffery (en) (VQ : Daniel Picard) : Frederic
- Edwin Wright : Skeletron
- Romano Orzari (VQ : Sébastien Dhavernas) : Bagu
- Yves Corbeil : Général
- François Simard : le père du Kid
- Anouk Whissell : la mère du Kid
- Evan Manoukian : The Kid à l'âge de 7 ans
- Yoann-Karl Whissell : le garde chauve
- Orphée Ladouceur-Nguyen (es) : la garde femme de Zeus
- Steeve Léonard : Scout
- Tyler Hall : le chasseur de primes
- Martin Paquette : le guerrier géant
- Pierre Sigouin : le frère de Frederick

 Source : version québécoise (VQ) sur Doublage.qc.ca

## Distinctions

### Récompense
- Saturn Awards 2016 : Meilleur film international

### Sélection et nomination
- États-Unis : 25 janvier 2015 (Festival du film de Sundance 2015)[4]